# Malurus
Malurus Vieillot, 1816 è un genere di uccelli passeriformi facente parte della famiglia delle Maluridae; gli uccelli del genere Malurus, la cui specie tipo è M. cyaneus, vivono in Australasia; sono presenti soprattutto in Australia, ad eccezione di M. cyanocephalus, il quale è stato rinvenuto soltanto in Nuova Guinea.

## Specie
Il genere Malurus comprende le seguenti specie:
- Malurus alboscapulatus Meyer, 1874
- Malurus amabilis Gould, 1852
- Malurus assimilis North, 1901
- Malurus coronatus Gould, 1858
- Malurus cyaneus Ellis, 1782
- Malurus cyanocephalus Quoy & Gaimard, 1832
- Malurus elegans Gould, 1837
- Malurus lamberti Vigors & Horsfield, 1827
- Malurus leucopterus Dumont, 1824
- Malurus melanocephalus Latham, 1801
- Malurus pulcherrimus Gould, 1844
- Malurus splendens (Quoy & Gaimard, 1832) - conosciuto con il nome comune di "scricciolo splendente azzurro"

Ci sono tre specie, ora classificate sotto generi diversi, che un tempo erano considerate appartenenti al genere Malurus; esse sono Sipodotus wallacii, Chenorhamphus grayi e Chenorhamphus campbelli.